# クライムアクションゲーム
クライムアクションゲーム (crime action game) とはその名の通り主に現代の都市で殺人・強盗・喧嘩などの犯罪行為が可能、もしくは目的となっているゲームのジャンルである。
現実にはしないこと、禁止されていることをゲームの中では自由にできることも魅力である。
自由度が高い反面、殺人などの非人道的行為が容易に行えるため、青少年に悪影響を与える可能性があるとされ、CEROのレーティング制度に基づく規程でいうところの「暴力」「犯罪」に相当する表現が多く含まれるため、日本では「CERO：D（17才以上対象）」 / 「CERO：Z（18才以上のみ対象）」に指定される傾向にある。また、人体欠損などの残酷表現が移植や海外製タイトルの国内販売時に規制され改変されることも多い。
このような過激なゲームに影響を受けて実際に犯罪をしたとの供述もあり、ゲームの悪い面として報道される。ただし、科学的根拠に乏しく、印象操作という声もある。

## 主なクライムアクションゲーム
（英語版ウィキペディアにリンクされているものがあります）
- カーマゲドン
- ギャングスター
- ギャングスター2:キングオブL.A.
- ギャングスター:West Coast Hustle
- Gangstar: Miami Vindication
- Gangstar Rio: City of Saints
- グランド・セフト・オートシリーズ
- KANE&LYNCH: DEAD MEN
- KANE&LYNCH 2: DOG DAYS
- ゲッタウェイ
- 喧嘩番長
- ゴッドファーザー
- ジャック×ダクスター2
- Saints Row
- True Crime
- スリーピングドッグス 香港秘密警察
- DRIV3R
- DRIVER PARALLEL LINES
- DRIVER 76
- BULLY
- ポスタル
- Mafia: The City of Lost Heaven
- ライオットアクト
- PAYDAY: The Heist
- 25 To Life
- ロードキル
- スカーフェイス: ザワールド イズ ユアーズ
- スカーフェイス: マネー. パワー. リスペクト.
- レザボアドッグス
- ペイバック
- ザ・ウォリアーズ
- 万引少年